# Janškovo selo
Janškovo selo je naselje v Mestni občini Velenje.